# Teylingen
Teylingen é um município dos Países Baixos, situado na província da Holanda do Sul. Tem 33,49 km² de área e sua população em 2020 foi estimada em 37.655 habitantes.